# 森次矢尋
森次 矢尋（もりつぐ やひろ、12月15日 - ）は、日本の漫画家。北海道出身。

## 概要
代表作は、1985年から『別冊花とゆめ』で連載していた『高校生探偵 北詰拓シリーズ』であるが、2000年12月号を最後に連載が中断しており、未完結のままである。単行本も第14巻まで刊行されているが、連載末期の3回分は単行本が刊行されていない。また、もうひとつの作品である『オーバーゾーン』も第2巻まで刊行されたが未完である。

## 作品
- 高校生探偵 北詰拓シリーズ
  - 黒いスポット・ライト
  - 鈴屋東高殺人事件
  - 見えない殺意
  - 未解決犯罪
  - 闇の消失点
  - 封じられた悪意
  - 蒼のイマージュ
  - ファースト・コンタクト
  - 殺戮のモーション
  - 狩人なら誰でも
  - 喪われた封印
  - 空白のシーズン
  - 双頭の弧影
  - 鍵となる者
- オーバーゾーン